# Давид (епископ Коломенский)
Епископ Давид — епископ Русской православной церкви, епископ Коломенский (1571—1581).

## Биография
Хиротонисан во епископа Коломенского в 1571 году. В том же году ручался перед Иваном Грозным по князе Иване Мстиславском и сопровождал государя Ивана ІV при въезде его в Новгород.
29 апреля 1572 года был в городе Москве на Соборе о четвёртом браке царя Ивана ІV.
20 декабря 1578 года присутствовал на Соборе, установившим местное празднование преподобному Иосифу Волоцкому.
15 января 1581 года участвовал на Соборе по вопросу о церковных имуществах.
Епископ Давид скончался в 1581 году.